# ماریو کاستیو
ماریو کاستیو (اسپانیایی: Mario Castillo‎؛ زادهٔ ۳۱ اکتبر ۱۹۵۱) بازیکن فوتبال اهل السالوادور بود.
از باشگاه‌هایی که در آن بازی کرده‌است می‌توان به باشگاه فوتبال آلیانسا اشاره کرد.
وی همچنین در تیم ملی فوتبال السالوادور بازی کرده‌است.